# باحة برودمان السادسة
باحة برودمان السادسة هي جزء من دماغ الإنسان.

## الإنسان
تمثل باحة برودمان 6 (brodman area 6 (BA6)) جزءاً من القشر الجبهي في دماغ الإنسان. تتوضع أمام القشر المحرك الأولي مباشرة (أمام باحة برودمان 4 تماماً) تتألف من القشر أمام المحرك ومن الباحة المحركة التكميلية أنسياً. يعتقد أن هذه الباحة الكبيرة من القشر الجبهي تلعب دوراً في التخطيط للحركات المتناسقة المعقدة.
تدعى باحة برودمان 6 أيضاً المنطقة الجبهية غير الحبيبية 6 في البشر لأنها تفتقر للطبقة القشرية الحبيبية الداخلية (الطبقة الرابعة IV)، تعد قسماً مما يعرف في التهندس الخلوي على أنه المنطقة أمام المركزية للقشر المخي. في الدماغ البشري، تتوضع على أجزاء من التلفيف أمام المركزي التي لا تحتلها الباحة الهرمية الضخمة 4، بالإضافة إلى ذلك، تمتد باحة برودمان 6 على الأجزاء الذيلية للتلافيف الجبهية المتوسطة والعلوية. فهي تمتد من التلم الحزامي على القسم الأنسي من نصف الكرة المخية إلى التلم الوحشي على القسم الوحشي. يحدها من الأمام المنطقة الجبهية الحبيبية ومن الخلف الباحة الهرمية الضخمة 4 (برودمان، 1909).

## القرد (هجرس أو جينون)
باحة برودمان 6 هي جزء محدد بالتهندس الخلوي (البنية الخلوية للنسيج) من الفص الجبهي لقرد الهجرس. اعتبرها برودمان 1909 مماثلة طبغرافياً (تضريسياً) وهندسياً (بالتهندس الخلوي) للباحة الجبهية غير الحبيبية 6 ولاحظ أنه في القرد: الباحة 4 أكبر من الباحة 6، بينما في الإنسان: الباحة 6 أكبر من الباحة 4. سمات تمييزية (برودمان 1905): ثخينة نسبة إلى باحات قشرية أخرى، الانتقال فيها من القشر إلى المادة البيضاء تحت القشرية يكون تدريجياً، طبقات الخلايا غير واضحة (الطبقات الخلوية متداخلة)، الطبقة الحبيبية الداخلية (الرابعة IV) غائبة.

## صورة

صورة متحركة.
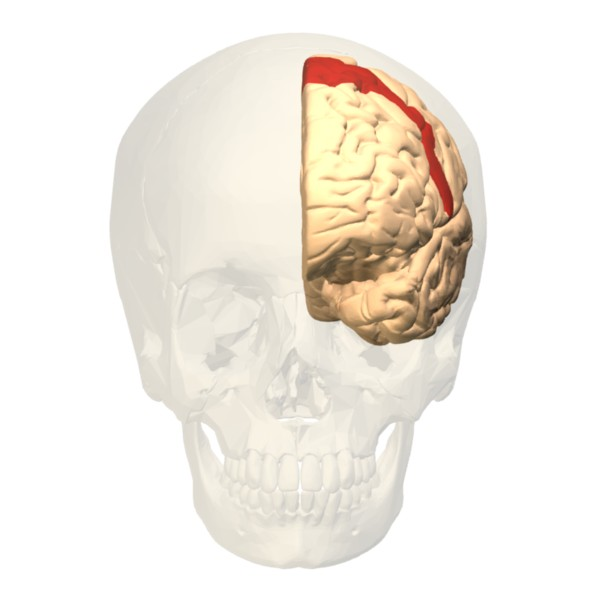
منظر أمامي.
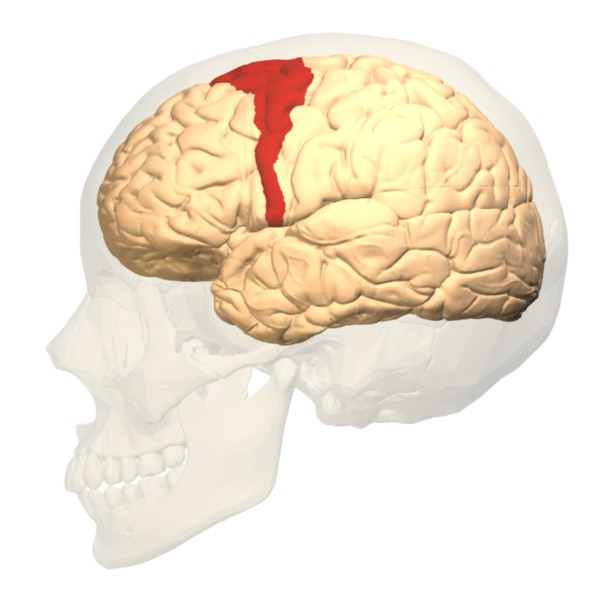
منظر وحشي.
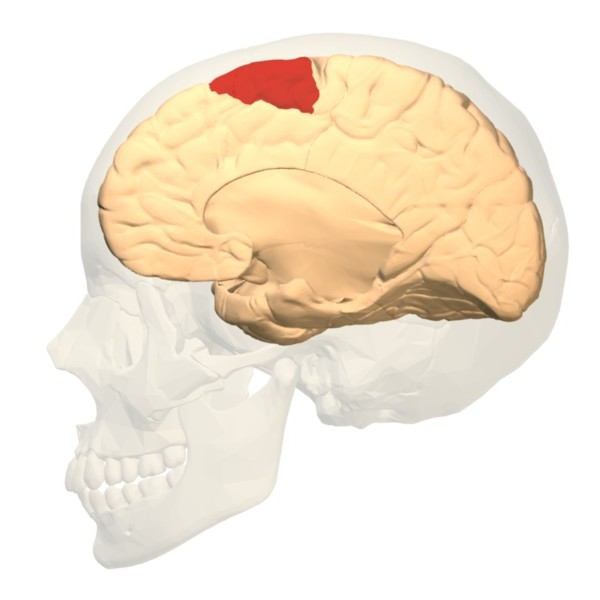
منظرأنسي.